# Between the Walls
Between the Walls es el cuarto álbum de estudio de la agrupación alemana de heavy metal Axel Rudi Pell, publicado en 1994 por Steamhammer Records y producido por Axel Rudi Pell y Ulli Pösselt.

## Lista de canciones
1. "The Curse"
2. "Talk Of The Guns"
3. "Warrior"
4. "Cry Of The Gypsy"
5. "Casbah"
6. "Outlaw"
7. "Wishing Well" (Free Cover)
8. "Innocent Child"
9. "Between The Walls"
10. "Desert Fire"

## Créditos
- Axel Rudi Pell – guitarra
- Jeff Scott Soto – voz
- Julie Greaux – teclados
- Volker Krawczak – bajo
- Jörg Michael – batería